# 근지구 천체 카메라
근지구 천체 감시카메라(NEO Surveyor)는 디스커버리 13과 14의 후보로 추진되었던 우주망원경이다. 주요 임무는 적외선으로 지구에 위협을 주는 소행성 또는 혜성, 운석 등을 찾아내는 것이 이 우주망원경의 임무다. 그리고 지구에 위협을 주는 소행성들의 충돌 시간을 알고, 지구근지구 천체를 탐사하며, 어떤 근지구 천체를 탐사할 것인지도 정해주는 것이 이 탐사선의 임무였다. 궤도는 라그랑주 점(L1)을 돌며 근지구 천체를 탐사할 예정이었다. 광역 적외선 탐사 위성의 후게자로, 관리 기관은 NASA, 칼텍, Amy Mainzer 연구팀과 JPL이다.

## 역사와 제작배경
2006년, 2010년, 2015년 총 3번 디스커버리 계획에 제출되었다. 2010년, NASA는 연구원들에게 디자인&테스트를 할 비용을 계산해 예산 배정을 해 주었다. 2015년 9월 30일 3백만 달러를 배정했으며, 이는 1년간 NEOcam을 연구할 수 있는 예산이다. 잘 실현되는 듯 보였으나 2017년 1월 4일 루시와 프시케가 디스커버리 13과 14로 선출되면서 계획은 취소되었다.

## 과학장비
적외선 관측기:4.2 µm에서 10 µm까지 관측할 수 있으며, 약 11.56도의 광시야를 가지고 있다. HAWAII와 많이 닮은 꼴이다. 또 스피처하고도 많이 닮은 꼴이다.

## 발사
2026년 이후 발사 예정이다.

## 지원, 개발, 투자
- NASA
- JPL
- 캘리포니아 공과 대학교
- Amy Mainzer 연구팀

## 같이 보기
- 광역적외선탐사위성
- 소행성 지상충돌 최종 경보 시스템